# Polyplátano
Polyplátano (Polyplatano, Klampousista, Klampoutsista) är en ort i Grekland.   Den ligger i prefekturen Nomós Florínis och regionen Västra Makedonien, i den norra delen av landet, 400 km nordväst om huvudstaden Aten. Polyplátano ligger 603 meter över havet och antalet invånare är 257.
Terrängen runt Polyplátano är platt åt nordost, men åt sydväst är den kuperad.Runt Polyplátano är det glesbefolkat, med 19 invånare per kvadratkilometer. Närmaste större samhälle är Florina, 10,6 km söder om Polyplátano. Trakten runt Polyplátano består till största delen av jordbruksmark.